# Stanisław Aleksandrzak

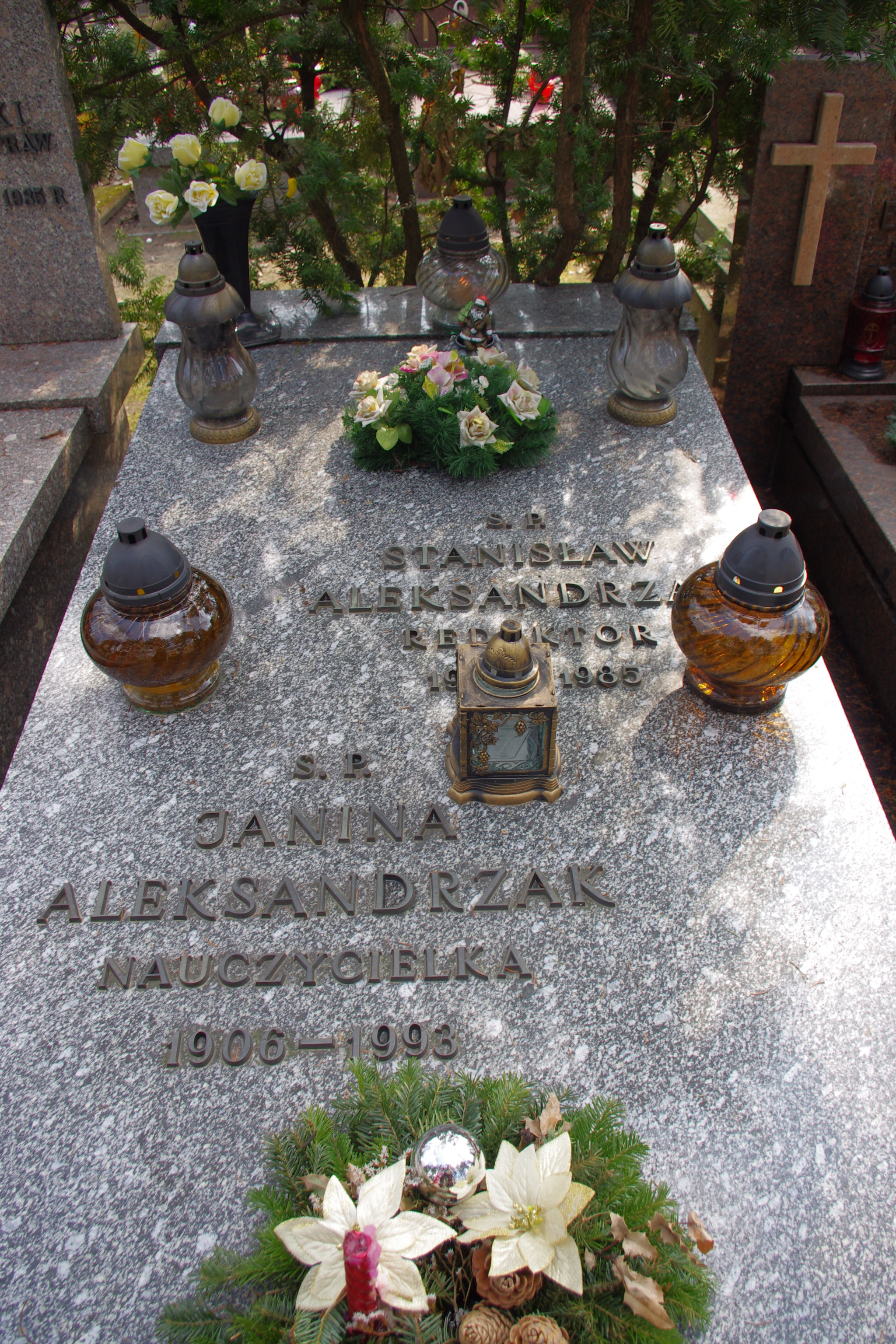
Grób Stanisława Aleksandrzaka na cmentarzu Wojskowym na Powązkach
w Warszawie

Stanisław Aleksandrzak (ur. 15 lutego 1909 w Marchwaczu, zm. 12 lutego 1985 w Warszawie) – polski dziennikarz i nauczyciel.

## Życiorys
W 1932 rozpoczął pracę nauczycielską, pięć lat później działalność redakcyjną i wydawniczą, początkowo w czasopismach Wydziału Wydawniczego ZNP, następnie w Instytucie Wydawniczym „Nasza Księgarnia”.
W 1939 brał udział w kampanii wrześniowej. Był jednym z organizatorów oświatowego podziemia, za co został aresztowany przez hitlerowców i więziony na Pawiaku, następnie wywieziony do obozu koncentracyjnego w Litomierzycach w dawnej Czechosłowacji.
Po wyzwoleniu przystąpił do organizowania prasy dziecięcej w Instytucie Wydawniczym „Nasza Księgarnia”. Założył i redagował przez pięć lat czasopismo „Iskierki” połączone później ze „Świerszczykiem”. Zainicjował wydawanie pierwszego w Polsce pisma dla dzieci w wieku przedszkolnym „Miś”, zainspirował powstanie szeregu książek i serii wydawniczych, np. antologii opowiadań z historii Polski Przez stulecia, zbiorów reportaży i opowiadań Spotkania z Polską, Krajobraz serdeczny. 
Do dorobku polskiej prasy dziecięcej wprowadzał nowy model pisma tworząc z „Płomyczka”, którego był naczelnym redaktorem w latach 1947–1985, wszechstronny magazyn społeczno-literacko-popularnonaukowy dla dzieci.
Odrębną dziedziną pracy Aleksandrzaka była działalność w Towarzystwie Łączności z Polonią Zagraniczną „Polonia”. Przez kilkanaście lat redagował pismo dla szkół polonijnych „Wisełka”. Zasłużył się jako inicjator konferencji i spotkań redaktorów czasopism dziecięcych różnych krajów.
Jako pisarz, redaktor i organizator życia kulturalnego działał dla dobra dzieci, szkoły, nauczycieli i rodziców. Za zaangażowanie dla spraw dzieci otrzymał nagrodę przyznawaną przez dzieci – Order Uśmiechu – tym samym został członkiem jego kapituły.
Wyrazem uznania dla twórczości oraz działalności redaktorskiej Aleksandrzaka było przyznanie mu w 1961 Nagrody Prezesa Rady Ministrów za osiągnięcia w dziedzinie twórczości dla dzieci, a w grudniu 1984 Nagrody im. K. Makuszyńskiego. 
Pochowany na cmentarzu Wojskowym na Powązkach (kwatera 23B-5-18).

## Upamiętnienie
Od 1987 jest patronem Szkoły Podstawowej w Marchwaczu.